# Cantó de Tarare
El cantó de Tarare (en francès canton de Tarare) és una divisió administrativa francesa del departament del Roine, situat al districte de Villefranche-sur-Saône. Té 21 municipis i el cap cantonal és Tarare.

## Municipis
- Affoux
- Ancy
- Chambost-Allières
- Dareizé
- Dième
- Grandris
- Joux
- Lamure-sur-Azergues
- Les Olmes
- Les Sauvages
- Pontcharra-sur-Turdine
- Saint-Appolinaire
- Saint-Clément-sur-Valsonne
- Saint-Forgeux
- Saint-Just-d'Avray
- Saint-Loup
- Saint-Marcel-l'Éclairé
- Saint-Romain-de-Popey
- Sarcey
- Tarare
- Valsonne

## Consellers generals i departamentals
| Data d'elecció                           | Identitat           | Partit                        | Qualitat |
| ---------------------------------------- | ------------------- | ----------------------------- | -------- |
| 1945-1982                                | Joseph Rivière      | MRP, després UDR, després RPR |          |
| 1982-2008                                | Maurice Pouilly     | UDF-PR                        |          |
| 2008-2015                                | Jacques Larrochette | Centrista                     |          |
| les dades anteriors no són pas conegudes |                     |                               |          |
|                                          |                     |                               |          |

| Data d'elecció | Identitat       | Partit | Qualitat |
| -------------- | --------------- | ------ | -------- |
| 2015-          | Annick Guinot   | DvD    |          |
| 2015-          | Bruno Peylachon | LR     |          |